# Luigi XVIII di Francia
Luigi XVIII di Borbone (Versailles, 17 novembre 1755 – Parigi, 16 settembre 1824), noto anche con il soprannome de il Desiderato, fu re di Francia dal 1814 al 1824.
Nipote di Luigi XV, figlio del delfino di Francia Luigi Ferdinando e di Maria Giuseppina di Sassonia, era uno dei fratelli minori del re ghigliottinato durante la Rivoluzione francese, Luigi XVI. Proprio a causa della rivoluzione, trascorse in esilio ventitré anni tra il 1791 e il 1814, e dovette esulare nuovamente nel 1815 durante i cento giorni con il ritorno di Napoleone dall'Elba.
Sino alla sua ascesa al trono, Luigi ebbe il titolo di Conte di Provenza e quando il giovane Luigi XVII (unico figlio di Luigi XVI) morì in prigionia nel giugno del 1795, gli succedette come re titolare di Francia.
Durante il suo periodo di esilio visse dapprima a Verona (presso l'attuale Palazzina dei Conti Gazzola) poi in Prussia, Regno Unito e Russia. Quando infine la Sesta coalizione sconfisse Napoleone nel 1814, Luigi poté ritornare sul trono di Francia, con il sostegno dei monarchici legittimisti francesi. 
Napoleone fuggì dall'esilio all'Elba per ritornare e restaurare il Primo Impero nei Cento Giorni. Luigi XVIII abbandonò quindi nuovamente la Francia, la Settima Coalizione dichiarò guerra all'Impero francese, sconfiggendo Napoleone e restaurando ancora una volta Luigi XVIII sul trono.
Luigi XVIII rimase quindi sul trono per una decina d'anni, prima fase della cosiddetta Seconda Restaurazione. Il regime dei Borboni durante questa restaurazione in Francia fu una monarchia costituzionale (a differenza di quanto era stato nell'ancien régime, dove in Francia vigeva una monarchia assoluta). Come monarca costituzionale, le prerogative regali di Luigi XVIII vennero ridotte sostanzialmente dalla costituzione del 1814, ma nel 1820 si riavvicinò agli ultrarealisti. Luigi XVIII non ebbe figli e per questo, alla sua morte, la corona passò a suo fratello minore, Carlo, conte di Artois. Luigi fu l'ultimo monarca francese a morire in carica.

## Biografia

### Infanzia

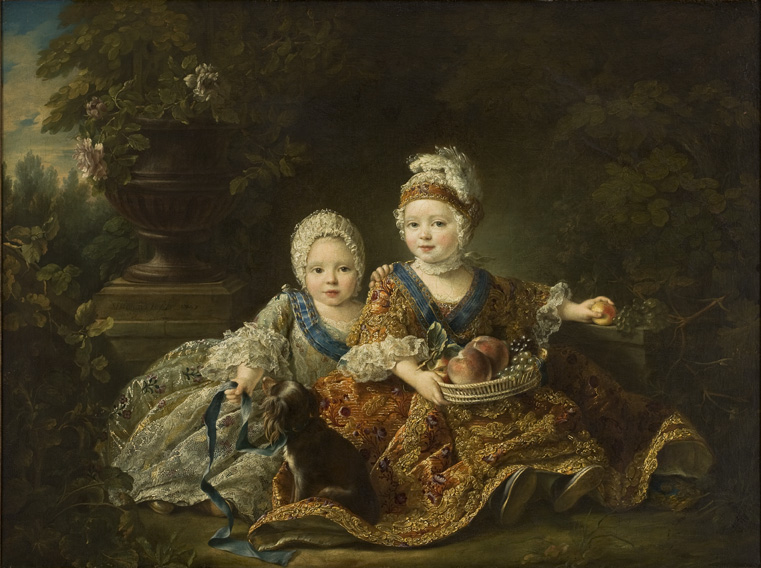
Il conte di Provenza e suo fratello Luigi Augusto, duca di Berry (poi Luigi XVI), in un dipinto del 1757 di François-Hubert Drouais.

Luigi Stanislao Saverio, creato conte di Provenza alla nascita, nacque il 17 novembre 1755 alla Reggia di Versailles, figlio del delfino di Francia, Luigi, e di sua moglie, la principessa Maria Giuseppina di Sassonia. Era nipote del monarca regnante Luigi XV. Come figlio di un delfino era considerato un Fils de France. Secondo la tradizione di famiglia, venne battezzato sei mesi dopo la sua nascita e divenne automaticamente anche cavaliere dell'Ordine dello Spirito Santo. Il nome di Luigi venne prescelto in quanto tipico dei principi di Francia, Stanislao venne scelto in onore del suo bisnonno re Stanislao I di Polonia e Saverio venne derivato da San Francesco Saverio, patrono della famiglia della madre.

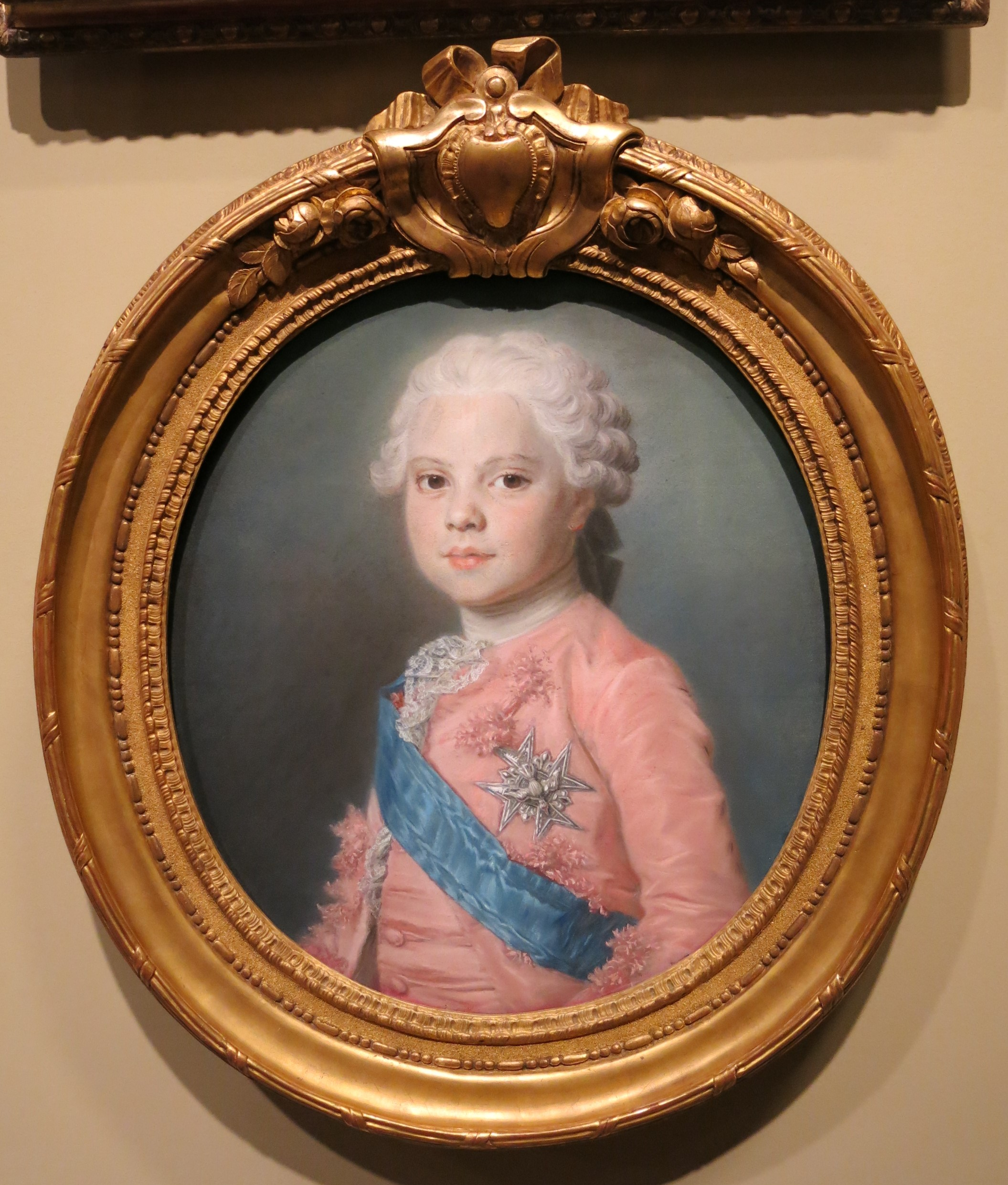
Ritratto del giovane Luigi, conte di Provenza

All'epoca della sua nascita, Luigi era il quarto in linea di successione al trono francese, dopo suo padre e i suoi due fratelli maggiori Luigi, duca di Borgogna e Luigi, duca di Berry. Il primo morì nel 1761 e lasciò a succedergli nei diritti il padre che però morì nel 1765. Queste due morti elevarono Luigi Stanislao al rango di secondo in linea di successione, mentre Luigi Augusto acquisì il titolo di delfino di Francia.
Negli anni della giovinezza, Luigi Stanislao legò particolarmente con la sua governante, Madame de Marsan dalla quale fu però separato raggiunti i sette anni, come si addiceva all'educazione dei principi di Francia. Antoine de Quélen de Stuer de Caussade, duca di La Vauguyon, amico di suo padre, venne nominato suo tutore.
Luigi si dimostrò da subito un bambino intelligente, eccellente nelle materie classiche. La sua educazione fu la medesima di suo fratello maggiore, anche se essenzialmente condotta da religiosi.
Nell'aprile del 1770 l'educazione di Luigi Stanislao poteva dirsi conclusa e gli venne permesso di vivere da solo, iniziando da subito a stupire i suoi contemporanei con le sue stravaganze: nel 1773 il numero dei suoi servitori si attestava attorno ai 1300.
 Contemporaneamente suo nonno, Luigi XV, lo investì dei titoli di duca di Angiò, conte di Maine, conte di Perche e conte di Senoches anche se fu sempre più noto con il titolo di conte di Provenza.
Il 17 dicembre 1773, venne ordinato gran maestro dell'Ordine di San Lazzaro e di Nostra Signora del Monte Carmelo.

### Matrimonio

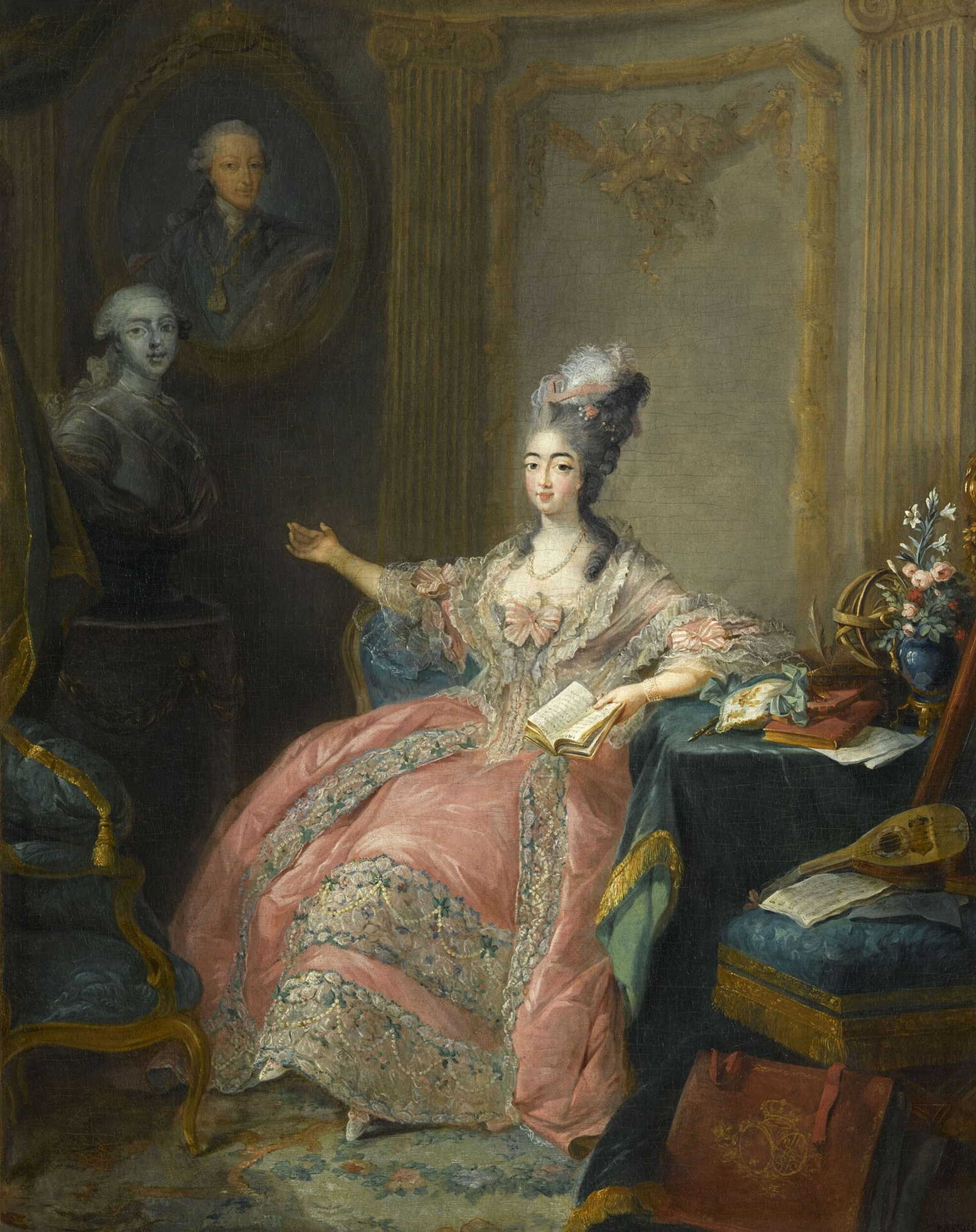
La principessa Maria Giuseppina, contessa di Provenza, moglie di Luigi Stanislao, in un ritratto di Jean-Baptiste-André Gautier d'Agoty, 1775.

Il 14 maggio 1771, Luigi Stanislao sposò la principessa Maria Giuseppina di Savoia, figlia del re Vittorio Amedeo, duca di Savoia (poi Vittorio Amedeo III di Sardegna) e di sua moglie, la principessa Maria Antonia Ferdinanda di Spagna.
Il 20 maggio si tenne uno sfarzoso ballo alla reggia di Versailles per celebrare l'unione dei due ma il giovane principe di Francia pareva non essere assolutamente attratto dalla novella sposa, che riteneva brutta, tediosa e ignorante dei costumi di corte di Versailles. Il matrimonio rimase non consumato per anni anche se i biografi non sono concordi sul perché. Secondo la biografa Antonia Fraser tra i motivi vi fu sicuramente una ventilata impotenza del principe oppure il fatto che questi non volesse dormire al fianco di sua moglie che, a sua detta, presentava segni di scarsa igiene personale, non lavandosi mai i denti e utilizzando poco profumi o essenze. Al tempo del suo matrimonio, Luigi Stanislao era già però obeso e zoppicante, continuando a peggiorare negli anni.
Malgrado il fatto che Luigi Stanislao non fosse innamorato di sua moglie, si vantava a corte di avere una vigorosa relazione con la principessa di Savoia, giungendo a dichiarare più volte la moglie incinta per il mero fatto che suo fratello Luigi Augusto e sua moglie Maria Antonietta non avevano ancora consumato il loro matrimonio. Il delfino e Luigi Stanislao non ebbero mai una relazione armoniosa e spesso litigavano, come del resto le loro mogli. Luigi Stanislao infine riuscì a mettere incinta la moglie nel 1774 vincendo la propria avversione, ma la gravidanza si concluse con un aborto spontaneo. Una seconda gravidanza avvenne nel 1781 ma anche questa si concluse poco dopo e il matrimonio tra i due rimase senza eredi.

### Alla corte del fratello

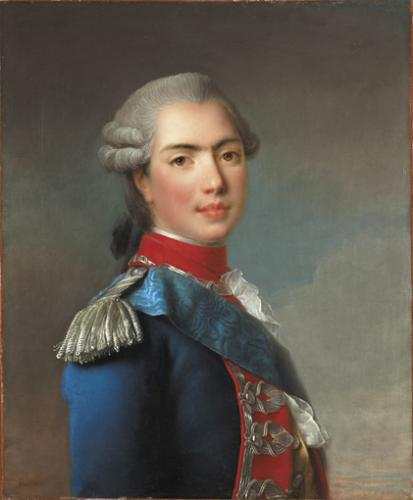
Il Conte di Provenza nel 1775

Il 27 aprile 1774 Luigi XV si ammalò di vaiolo e morì il successivo 10 maggio. Il delfino, Luigi Augusto, succedette a suo nonno con il nome di Luigi XVI. Come fratello minore del re, Luigi Stanislao ottenne il titolo di Monsieur e da allora cercò in tutti i modi di ritagliarsi uno spazio di potere alla corte del fratello, tentando in tutti i modi di entrare a far parte del consiglio privato del re a partire dal 1774, ma fallendo puntualmente nell'impresa. Luigi Stanislao venne lasciato in un limbo politico che lui stesso definì "un buco di 12 anni nella mia vita politica". Luigi XVI garantì a Luigi Stanislao le rendite del ducato di Alençon a dicembre del 1774. Sebbene la concessione di un ulteriore titolo andasse ad aumentare unicamente il prestigio di Luigi Stanislao, queste rendite di appannaggio generavano solo 300.000 lire all'anno, una somma di molto inferiore a quello che aveva rappresentato il suo periodo di massimo splendore nel XIV secolo.
Luigi Stanislao viaggiò per la Francia più di ogni altro membro della famiglia reale, che raramente lasciavano l'Île-de-France. Nel 1774 accompagnò sua sorella Clotilde a Chambéry per incontrare quello che sarebbe dovuto divenire suo sposo, Carlo Emanuele, principe di Piemonte, erede al trono di Sardegna. Nel 1775 visitò Lione e accompagnò le zie Adelaide, Vittoria e Sofia a Vichy. Rimase al di fuori della reggia per un totale di tre mesi in quattro tours provinciali sino al 1791.
Il 5 maggio 1778 il dottor Lassonne, archiatra di Maria Antonietta, le confermò di essere incinta. Il 19 dicembre 1778 la regina diede alla luce una figlia, che venne chiamata Maria Teresa Carlotta di Francia e ottenne il titolo onorifico di Madame Royale. La nascita di una figlia femmina non tolse però al conte di Provenza la sua posizione come erede di Luigi XVI dal momento che in Francia vigeva ancora la legge salica sulla base della quale il trono poteva passare solo a un erede maschio del sovrano. Luigi Stanislao comunque non rimase erede al trono ancora per molto: il 22 ottobre 1781 Maria Antonietta diede alla luce il tanto atteso delfino, Luigi Giuseppe. Sia Luigi Stanislao che il conte di Artois gli fecero da padrini in rappresentanza di Giuseppe II del Sacro Romano Impero, fratello della regina. Quando Maria Antonietta diede alla luce il suo secondo figlio maschio, Luigi Carlo, nel marzo del 1785, Luigi Stanislao sembrò costretto a rinunciare definitivamente alla sua possibilità di ascendere al trono di Francia.
Nel 1780 Anne Nompar de Caumont, contessa di Balbi, entrò al servizio di Maria Giuseppina e ben presto il principe Luigi Stanislao se ne innamorò facendone la sua amante, fatto tollerato per forza di cose dalla moglie che iniziò sempre più ad allontanarsi da lui. Luigi Stanislao commissionò un padiglione intero per la sua amante, quello che divenne noto come Parc Balbi a Versailles.
A questo punto Luigi Stanislao condusse una vita tranquilla e sedentaria, lontano dalla politica, dedicandosi alla sua biblioteca di oltre 11.000 volumi nel padiglione Balbi, leggendo per diverse ore ogni mattina. Non per questo fu però un abile risparmiatore, giungendo all'inizio degli anni '80 del Settecento a totalizzare un debito di 10.000.000 di lire che suo fratello Luigi XVI pagò per lui.

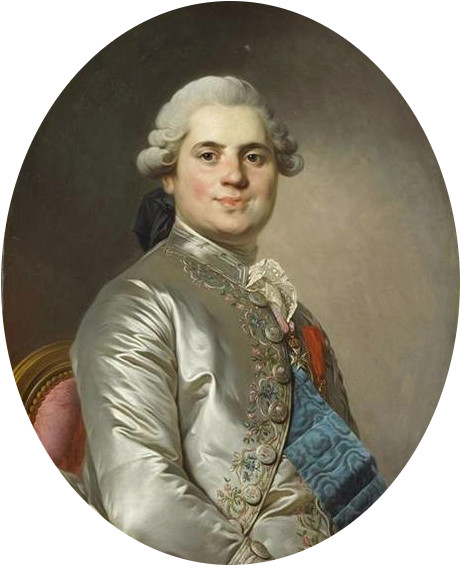
Il Conte di Provenza nel 1782

Nel 1784 fu iniziato in massoneria assieme a suo fratello minore, il conte d'Artois.
Un'Assemblea di Notabili (i cui membri erano magistrati, sindaci, nobili e rappresentanti del clero) venne fatta convenire nel febbraio del 1787 per ratificare le riforme finanziarie promosse dal controllore generale delle finanze Charles Alexandre de Calonne. Questo diede al conte di Provenza, che aborriva le riforme radicali promosse da Calonne, l'opportunità di rientrare in politica dopo il lungo esilio volontario. Le riforme proponevano una nuova tassa sulla proprietà, delle nuove assemblee provinciali elette che avrebbero dovuto decidere la tassazione locale. Le idee di Calonne vennero rigettate dai notabili e come risultato Luigi XVI lo licenziò. L'arcivescovo di Tolosa, Étienne Charles de Loménie de Brienne, sostituì Calonne al ministero. Brienne tentò di salvare le riforme di Calonne, ma non riuscì a convincere i suoi colleghi ad approvarle. Frustrato, Luigi XVI disciolse l'assemblea.
Le riforme di Brienne vennero quindi sottoposte al Parlement di Parigi nella speranza che da questo fossero approvate (esso solitamente ratificava le decisioni del re, semplicemente). Esso si rifiutò di accettare le proposte di Brienne e si pronunciò annunciando che ogni nuova tassazione avrebbe dovuto essere approvata agli stati generali. Luigi XVI e Brienne presero una posizione ostile contro queste problematiche e il re ordinò l'arresto di alcuni parlamentari: subito si accesero delle rivolte in Bretagna, Provenza, Borgogna. Nel luglio di quello stesso anno, Brienne dovette cedere e far convocare gli stati generali nel 1789. Si licenziò dal suo incarico nell'agosto e venne rimpiazzato dal magnate svizzero Jacques Necker.
Nel novembre del 1788, venne convocata una seconda Assemblea dei Notabili da Necker. Il Parlement de Paris richiese ufficialmente che gli stati generali da convocarsi fossero ripartiti con la medesima modalità dell'ultima convocazione che risaliva al 1614, ovvero che clero e nobiltà avessero maggiore rappresentanza sul popolo (il terzo stato). Luigi Stanislao fu l'unico notabile che votò a favore di un incremento di peso del terzo stato.

#### Scoppio della rivoluzione francese
Gli Stati generali vennero convocati nel maggio del 1789 per ratificare le riforme finanziarie. Il conte di Provenza mantenne una posizione chiara contro il terzo stato e le sue richieste di riforma delle tasse. Il 17 giugno, il terzo stato dichiarò per conto proprio la costituzione di un'Assemblea Nazionale, una riunione di uomini del popolo.
Il conte di Provenza consigliò il re di agire subito e in maniera decisa contro la dichiarazione, mentre il popolare ministro Jacques Necker si dimostrò favorevole a un compromesso con la nuova assemblea. Luigi XVI, come da suo carattere, si dimostrò molto indeciso sul da farsi. Il 9 luglio, l'assemblea si autodichiarò Assemblea nazionale costituente con l'intento di dare alla Francia una costituzione. L'11 luglio, Luigi XVI licenziò Necker, fatto che portò allo scoppio di rivolte per le strade di Parigi. Il 12 luglio, la carica di cavalleria di Carlo Eugenio di Lorena sulla folla ai giardini delle Tuileries, portò alla Presa della Bastiglia due giorni dopo.
Il 16 luglio, il conte di Artois lasciò la Francia con sua moglie e i suoi figli, assieme a molti altri cortigiani. Artois e la sua famiglia presero residenza a Torino, capitale del regno del suocero, assieme alla famiglia della Principessa di Condé.
Il conte di Provenza decise di rimanere a Versailles. Quando la famiglia reale progettò segretamente di abbandonare Versailles per dirigersi verso Metz, il conte di Provenza sconsigliò il re di fare questa mossa e lui accettò.
La famiglia reale venne però costretta a lasciare il palazzo reale il giorno dopo la marcia su Versailles del 5 ottobre 1789. La famiglia venne costretta a spostarsi a Parigi, accusata di essere stata sempre troppo distante dalla capitale e dai suoi veri problemi. Qui il conte di Provenza e sua moglie vennero alloggiati al Palazzo del Lussemburgo, mentre il resto della famiglia soggiornò alle Tuileries. A marzo del 1791 l'Assemblea Nazionale stabilì che in caso di morte del padre la reggenza sul giovane principe Luigi Carlo sarebbe spettata a uno dei suoi parenti maschi più vicini e, in mancanza di personalità adatte, la reggenza sarebbe stata elettiva.
Fu a questo punto che il conte di Provenza e sua moglie si spostarono nei Paesi Bassi austriaci contemporaneamente alla fuga a Varennes della famiglia reale nel giugno del 1791.

### Esilio

#### Primi anni
Quando il conte di Provenza giunse nei Paesi Bassi austriaci, si proclamò de facto reggente di Francia, rendendo pubblico un documento, firmato da lui e da Luigi XVI prima che questo fuggisse a Varennes, che gli concedeva la reggenza in caso di morte o inabilità al governo del fratello. Egli avrebbe raggiunto gli altri principi in esilio a Coblenza poco dopo la sua fuga. Fu qui che il conte di Artois e i principi di Condé proclamarono il loro obiettivo di invadere la Francia per schiacciare i rivoluzionari. Luigi XVI era profondamente dispiaciuto e annoiato dal comportamento del fratello. Il conte di Provenza inviò inoltre degli emissari in diverse corti europee chiedendo aiuti finanziari, soldati e munizioni. Il conte di Artois assicurò una residenza che fungesse da corte all'estero e la trovò in un castello messogli a disposizione nell'Elettorato di Treviri dove suo zio materno, Clemente Venceslao di Sassonia, era arcivescovo-elettore. Le attività degli émigrés raccolsero alcuni frutti dalla Prussia e dal Sacro Romano Impero. Venne quindi siglata la Dichiarazione di Pillnitz nell'agosto del 1791, dove si chiedeva all'Europa di intervenire in Francia se Luigi XVI o la sua famiglia fossero risultati in pericolo. La richiesta del conte di Provenza non venne ben vista in Francia, né dal re né dalla popolazione.
A gennaio del 1792 l'Assemblea Legislativa dichiarò tutti gli émigrés come traditori della Francia. Le loro proprietà vennero confiscate e i loro titoli non più riconosciuti. Infine anche la monarchia in Francia venne abolita dalla Convenzione nazionale il 21 settembre 1792.

#### Re titolare e "Dichiarazione di Verona"
Luigi XVI venne ghigliottinato nel gennaio del 1793, lasciando suo figlio Luigi Carlo a ricoprire la carica di re titolare. I principi in esilio proclamarono Luigi Carlo con il nome di "Luigi XVII di Francia" e il conte di Provenza unilateralmente si dichiarò reggente per suo nipote che era troppo giovane per governare effettivamente.
Luigi Carlo però morì nel giugno del 1795 e dal momento che l'unico suo parente stretto sopravvissuto era sua sorella Maria Teresa che era una donna e quindi non candidabile al trono per la legge salica, il 16 giugno i principi in esilio proclamarono il conte di Provenza re con il nome di Luigi XVIII. Luigi XVIII pubblicò subito un manifesto in risposta alla morte di Luigi XVII. Questo manifesto, noto come "Dichiarazione di Verona", fu difatti il tentativo di Luigi XVIII di presentare al popolo francese la sua politica. Questa dichiarazione avrebbe riportato la Francia tra le braccia della monarchia, "che per quattordici secoli è stata la gloria della Francia".
Luigi XVIII negoziò il rilascio di Maria Teresa dalla prigione di Parigi nel 1795. Ottenuta la tutela della nipote, si prodigò perché sposasse il suo primo cugino, il duca di Angoulême, giungendo a dirle che quella unione era stata tra le ultime volontà dei suoi genitori.
A ottobre l'insurrezione realista del 13 vendemmiaio fallì, duramente repressa da Paul Barras e Napoleone Bonaparte.
Luigi XVIII venne costretto ad abbandonare Verona, dove aveva trovato asilo nel 1794 sotto il falso nome di conte di Lilla, quando il Direttorio della Repubblica francese fece una decisa richiesta ufficiale in tal senso alla Repubblica di Venezia, il cui territorio nel 1796 era stato invaso dall'armata del generale Bonaparte. Quest'ultimo entrò a Verona a inizio giugno, a circa un mese dalla partenza del conte di Provenza.

#### 1796-1807

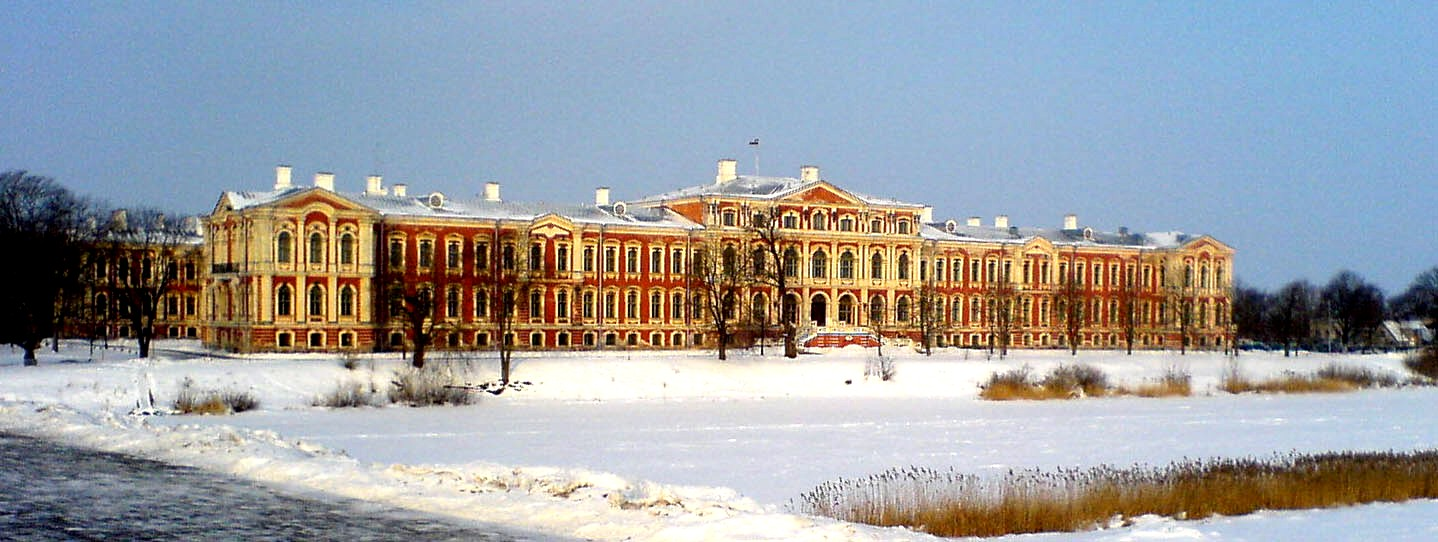
Il Palazzo Jelgava, residenza di Luigi XVIII dal 1798 al 1801, e dal 1804 al 1807.

Dopo la sua partenza da Verona Luigi XVIII si spostò a Blankenburg, nel Ducato di Brunswick, dove visse in un appartamento modesto di due stanze sopra un negozio. Luigi XVIII venne costretto a lasciare però Blankenburg quando morì re Federico Guglielmo II di Prussia. Nel frattempo sua nipote era stata inviata a Vienna presso il cugino Francesco II del Sacro Romano Impero.

#### Sostegno ai monarchici interni
Probabilmente in questo periodo cominciò forse (almeno secondo i suoi avversari) a sostenere finanziariamente il Club di Clichy, partito francese moderato onde preparare la restaurazione monarchica con una vittoria elettorale regolare. Il 10 marzo emise un proclama ai francesi in favore di un regime monarchico moderato attraverso una pacifica restaurazione. Con il colpo di Stato del 18 fruttidoro (4 settembre 1797), Barras costrinse alle dimissioni e all'esilio i direttori, i ministri e i deputati considerati monarchici, vanificando il tentativo legale dei seguaci di Luigi XVIII.

#### In Russia, Prussia e Svezia
Nel 1798, lo zar Paolo I di Russia offrì a Luigi l'uso del Palazzo Jelgava in Curlandia (attuale Lettonia). Paolo I garantì inoltre a Luigi la sua ospitalità, la sua protezione e una generosa pensione (che poi gli venne però tolta) Maria Teresa infine si ricongiunse con lo zio Luigi XVIII a Jelgava nel 1799. Nell'inverno del 1798–1799, Luigi XVIII scrisse una biografia di Maria Antonietta dal titolo Réflexions Historiques sur Marie Antoinette. Nel contempo cercò di ricreare la vita della corte di Versailles a Jelgava, dove vivevano con lui tra l'altro molti dei vecchi cortigiani, ristabilendo il cerimoniale di corte, tra cui il lever e il coucher (cerimonie che accompagnavano il risveglio e il coricarsi del re).
Maria Teresa sposò suo cugino Luigi Antonio il 9 giugno 1799 al Palazzo Jelgava, pur sapendo il sovrano che i due non erano compatibili; come si vide in seguito, essi non riusciorno mai a legare e non ebbero eredi. Luigi XVIII ordinò alla moglie di presenziare alla cerimonia in Curlandia dal momento che essa già da tempo viveva separata dal marito nel ducato tedesco di Schleswig-Holstein, cercando così di creare un fronte unito familiare, ma la regina si rifiutò di lasciare la propria residenza.
Luigi XVIII tentò una corrispondenza con Napoleone Bonaparte (ora Primo Console di Francia) nel 1800 nella quale gli richiedeva per il bene della Francia di restaurare al potere i Borboni, promettendogli in cambio ricchi appannaggi personali, ma il futuro imperatore rimase immune alle proposte di Luigi e continuò a consolidare la propria posizione al governo della Francia.
Luigi XVIII incoraggiò la nipote a scrivere le sue memorie, intenzionato a utilizzarle come propaganda borbonica. Luigi utilizzò molto anche le ultime pagine del diario di Luigi XVI al medesimo scopo. Nel gennaio del 1801, lo zar Paolo intimò a Luigi XVIII di lasciare la Russia; la corte di Jelgava era così indebitata che si dovettero vendere delle proprietà per far fronte alle spese. La stessa Maria Teresa era stata costretta a vendere una collana di diamanti che lo zar Paolo le aveva regalato come dono di nozze.
Maria Teresa persuase la regina Luisa di Prussia a concedere asilo alla sua famiglia nel territorio prussiano. Luisa acconsentì, ma i Borbone vennero obbligati ad assumere pseudonimi. Luigi XVIII venne conosciuto come Barone d'Isle (dalla sua residenza in Linguadoca) e con la sua famiglia prese residenza a Varsavia, che allora era parte della Prussia meridionale, al Palazzo Łazienki dal 1801 al 1804, dopo uno scomodo viaggio da Jelgava. Secondo Wirydianna Fiszerowa, una contemporanea, le locali autorità prussiane, intenzionate ad accogliere al meglio i nuovi ospiti francesi, utilizzarono la musica ma per darle un carattere che potesse maggiormente connotare i nuovi arrivati in chiave patriottica, scelsero La Marsigliese, l'inno ufficiale della Prima Repubblica francese, creando un incidente diplomatico senza precedenti che richiese poi delle scuse formali.
Poco dopo il loro arrivo, la famiglia reale seppe della morte di Paolo I. Luigi aveva la speranza che il successore, Alessandro I, avrebbe annullato il bando dei Borboni. Luigi XVIII pensò quindi di stabilirsi presso il Regno di Napoli. Il conte di Artois chiese a Luigi di inviare suo figlio Luigi Antonio e la nuora Maria Teresa presso di lui a Edimburgo, ma essi rifiutarono. Il conte di Artois stava progettando un'alleanza con Giorgio III del Regno Unito per inviare denaro a Luigi XVIII. La corte in esilio del sovrano era però sorvegliata da spie della polizia francese.
Nel 1803 Napoleone tentò di fare rinunciare a Luigi XVIII i suoi diritti al trono di Francia, ma Luigi si rifiutò. A maggio del 1804 Napoleone Bonaparte si autoproclamò imperatore dei francesi. Luigi XVIII e suo nipote partirono alla volta della Svezia nel luglio di quello stesso anno per una conferenza di famiglia con il conte di Artois e il duca di Angoulême dove si convenne di condannare la decisione di Napoleone e proseguire la propria azione di propaganda. Il re di Prussia, con un proclama, costrinse Luigi XVIII a costretto a lasciare il territorio prussiano. Alessandro I a questo punto invitò nuovamente Luigi XVIII a prendere residenza a Jelgava dove però non trovò più le favorevoli condizioni messe a disposizione dallo zar Paolo I. Progettò quindi di imbarcarsi quanto prima alla volta dell'Inghilterra.
Dagli scritti di quest'epoca emerge come Luigi XVIII si fosse ormai reso conto che la Francia non avrebbe più accettato una monarchia sul modello dell'Ancien Régime. Decise quindi pubblicamente di ripudiare la Dichiarazione di Verona; promise l'abolizione della coscrizione, mantenendo come programma politico quello sostanzialmente tracciato in campo amministrativo e giudiziario da Napoleone stesso, promettendo di ridurre le tasse e di eliminare il carcere politico e garantendo l'amnistia a tutti coloro che si erano opposti alla restaurazione borbonica.
Luigi XVIII venne costretto ancora una volta a lasciare Jelgava quando Alessandro di Russia lo informò che la sua sicurezza non poteva essere garantita sull'Europa continentale. Nel luglio del 1807, si imbarcò su una fregata svedese a Stoccolma e giunse presso il duca di Angoulême a Great Yarmouth, Norfolk, Inghilterra, nel novembre di quello stesso anno. Prese residenza a Gosfield Hall, messagli a disposizione dal marchese di Buckingham.

#### Nel Regno Unito

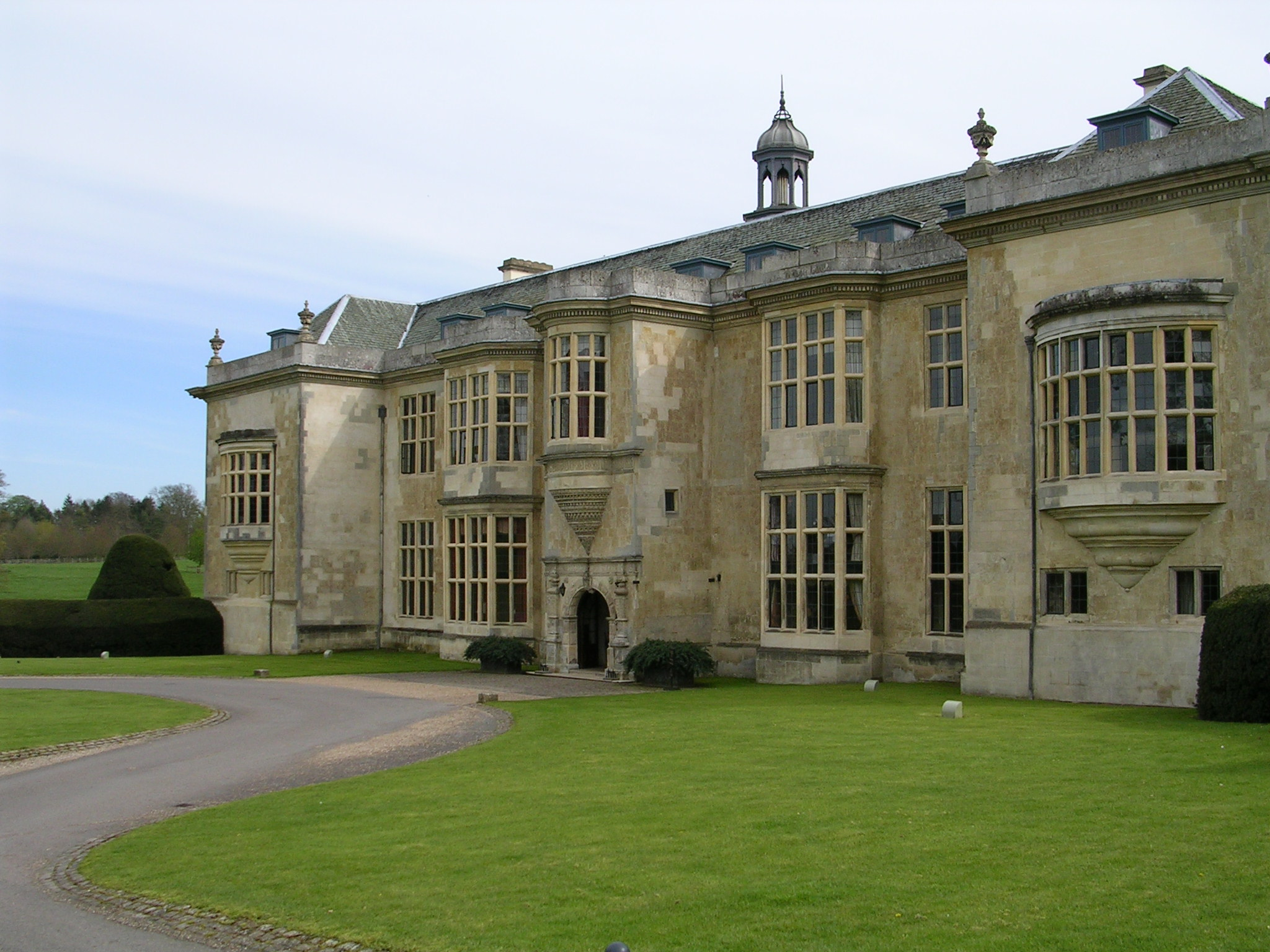
Hartwell House, nel Buckinghamshire, che fu la corte in esilio di Luigi XVIII dal 1808 sino alla restaurazione.

Dopo un breve soggiorno a Gosfield Hall, Luigi e la sua famiglia si trasferirono ad Hartwell House, nel Buckinghamshire, dove trovarono alloggio con lui altri cento cortigiani. Il re pagò ai proprietari la somma di 500 sterline per ogni cortigiano alloggiato. Il principe di Galles (futuro Giorgio IV di Gran Bretagna) si dimostrò particolarmente benevolo verso i Borboni in esilio. Come principe reggente, gli garantì un diritto d'asilo permanente e cospicui vitalizi.
Il conte di Artois non si unì alla corte in esilio di Hartwell, preferendo continuare a condurre la propria vita mondana a Londra. Un amico di Luigi, il marchese di Avaray, lasciò Hartwell per Madera nel 1809, e qui morì nel 1811. Luigi rimpiazzò Avaray con il conte di Blacas come suo consigliere politico. La regina Maria Giuseppina morì il 13 novembre 1810. In quello stesso inverno, Luigi soffrì di un attacco di gotta particolarmente violento, che lo costrinse a usare una sedia a rotelle.
Nel 1813, dopo la disastrosa campagna di Napoleone I contro la Russia nel 1812, Luigi XVIII pubblicò la "Dichiarazione di Hartwell" persino più liberale della dichiarazione del 1805, nella quale disse che quanti avessero servito il Bonaparte o la Repubblica non avrebbero subito conseguenze per i loro atti e che i proprietari originari dei Biens nationaux (le terre confiscate ai nobili e al clero durante la Rivoluzione) sarebbero stati ricompensati delle loro perdite.
Le truppe alleate entrarono a Parigi il 31 marzo 1814. Luigi non era in grado di viaggiare e pertanto inviò in Francia il conte di Artois nel gennaio del 1814, nominandolo con delle lettere patenti, Luogotenente Generale del Regno. Napoleone I abdicò l'11 aprile, cinque giorni dopo che il Senato aveva invitato i Borboni a riassumere il trono di Francia.

### Restaurazione borbonica

#### Prima restaurazione

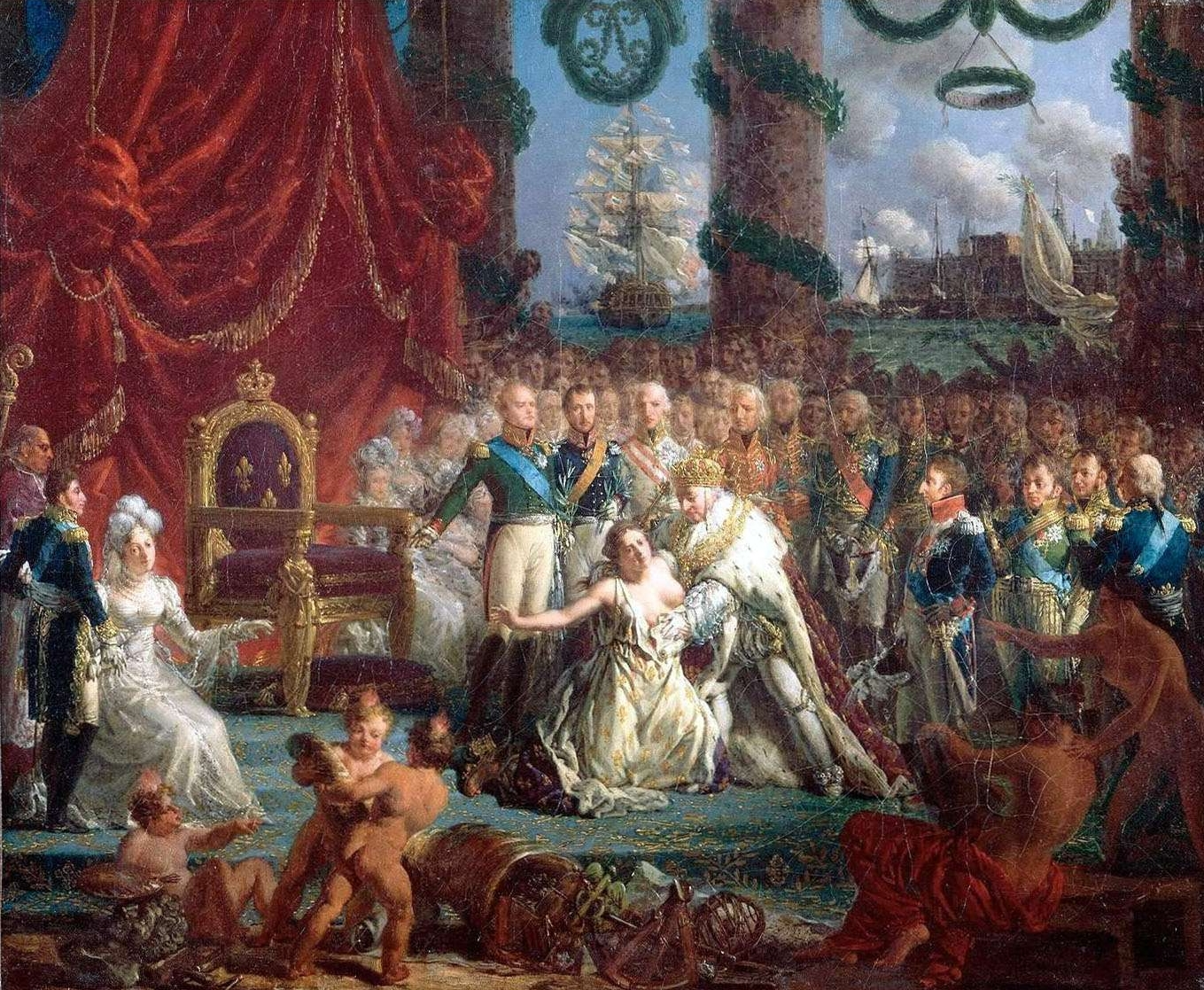
Allegoria del ritorno dei Borboni il 24 aprile 1814: Luigi XVIII rialza la Francia dalle sue rovine, di Louis-Philippe Crépin

Il conte di Artois regnò come Luogotenente Generale sino all'arrivo del fratello a Parigi il 3 maggio. Al suo ritorno, il re effettuò una solenne processione per la città. Prese residenza al palazzo delle Tuileries quello stesso giorno, scegliendo di non vivere più a Versailles. Sua nipote, la duchessa di Angoulême, svenne alla vista delle Tuileries dove aveva vissuto con i genitori durante il periodo della rivoluzione.
Il senato di Napoleone richiamò Luigi XVIII al trono a condizione che egli accettasse la costituzione e riconosciuto il potere di un parlamento bicamerale eletto ogni anno, oltre alla bandiera tricolore. Luigi XVIII, rimasto sempre legato al vecchio regime, si oppose alla costituzione del senato e iniziò a "dichiarare la connivenza dell'attuale senato con tutti i crimini del Bonaparte, appellandosi al popolo francese". La costituzione senatoria venne bruciata dai realisti di Bordeaux e lo stesso consiglio municipale di Lione votò per diffamare il senato stesso.
Le Grandi Potenze che occupavano Parigi però chiesero a Luigi XVIII di adottare una limitatissima costituzione, soprattutto Alessandro I, convinto che senza di essa i Borboni non avrebbero potuto mantenersi al potere. Sia pure controvoglia, Luigi fu costretto a rispondere con la Carta del 1814, che includeva molte idee progressiste, ma venne spesso disattesa: libertà religiosa, una legislatura composta da due camere, una dei Deputati e l'altra detta "dei Pari" (un sistema organizzativo molto simile a quello della Camera dei comuni e della Camera dei lord inglesi). Per avere diritto di voto alla Camera dei Deputati si doveva essere maschi adulti e pagare almeno 300 franchi all'anno di tasse. L'ingresso invece alla Camera dei Pari era ereditario e a discrezione del monarca. La costituzione aveva 76 articoli in totale. Le imposte e i dazi dovevano essere votati a maggioranza di entrambe le camere. Il cattolicesimo sarebbe stato dichiarato religione ufficiale in Francia.
Luigi XVIII siglò il Trattato di Parigi il 30 maggio 1814. Il trattato restituì alla Francia i suoi confini al 1792. Il nuovo sovrano non dovette pagare alcuna indennità di guerra e subito le armate occupanti alleate si ritirarono dal territorio francese.
Luigi XVIII con il suo controllore generale delle finanze, il barone Louis erano determinati innanzitutto a risollevare le sorti finanziarie della Francia (vi erano ancora 75.000.000 di franchi di debiti ereditati da Napoleone I) e subito presero delle misure per evitare un nuovo tracollo. Tra le prime riforme che era intenzionato a promuovere vi erano la rimozione delle odiate tasse sul tabacco, sul vino e sul sale, ma non gli riuscì e questo portò a rivolte a Bordeaux. Le spese militari vennero però drasticamente ridotte a partire dal 1815, dal momento che solo nel 1814 esse coprivano il 55% della spesa di governo.
Luigi XVIII ammise il conte di Artois e i suoi nipoti duchi di Angoulême e Berry al consiglio reale nel maggio del 1814. Il consiglio era informalmente capeggiato dal principe Charles Maurice de Talleyrand-Périgord. Luigi XVIII si interessò subito al Congresso di Vienna (convocato per riscrivere la mappa europea dopo la sconfitta di Napoleone). Talleyrand rappresentò la Francia durante il congresso. Luigi era inorridito dall'idea della Prussia di annettere il Regno di Sassonia, al quale era attaccato per il fatto che sua madre era stata principessa di Sassonia, oltre al fatto che questo passo avrebbe posto la Prussia in posizione dominante su tutta la Germania. Desiderava inoltre che il Ducato di Parma e Piacenza venisse restaurato ai Borboni di Parma, e non a Maria Luisa d'Austria come suggerito da altri. Anche nel Regno di Napoli si era sempre dimostrato contrario a riconfermare gli eredi di Gioacchino Murat, usurpatore napoleonico, a favore dei Borboni di Napoli.
L'Austria si accordò quindi per inviare delle forze nel Regno di Napoli che deposero Murat nel febbraio del 1815, accusandolo formalmente di corrispondenza con Napoleone I, fatto esplicitamente proibito dal recente trattato. Murat non era in corrispondenza con l'ex imperatore, ma questo fatto fu preso a pretesto per detronizzarlo e riportare a tutti i costi i Borboni sul trono dal momento che lo stesso Luigi XVIII aveva finanziato l'operazione con 25.000.000 di franchi.
Malgrado il successo nel regno meridionale, Parma rimase all'ex imperatrice Maria Luisa d'Austria a titolo vitalizio, mentre ai Borboni di Parma venne concesso il Ducato di Lucca sino alla morte di Maria Luisa.

#### Cento giorni

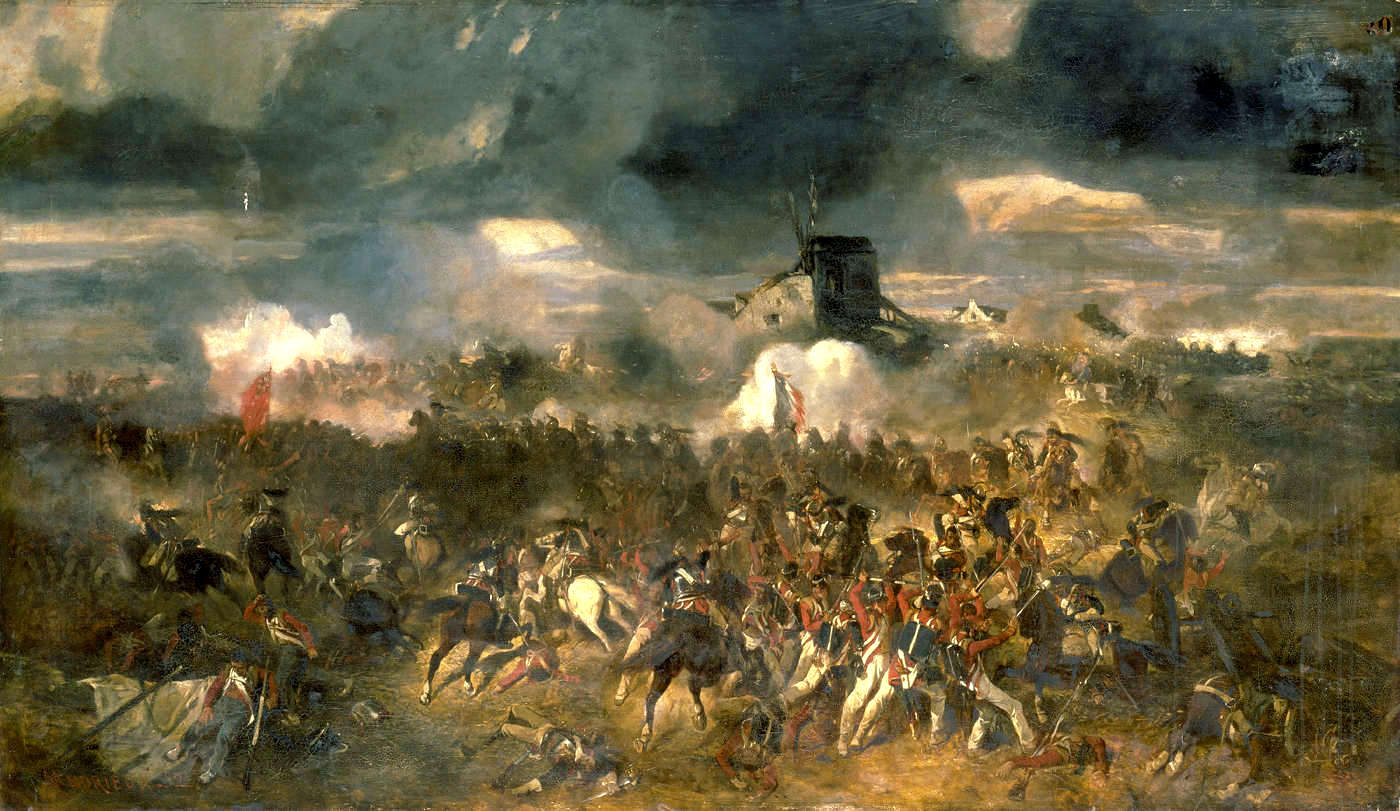
La Battaglia di Waterloo mise fine al tentativo di Napoleone Bonaparte di tornare in Francia e assicurò le basi della restaurazione borbonica

Il 26 febbraio 1815, Napoleone Bonaparte fuggì dalla prigione dell'Elba e si imbarcò per la Francia. Giunse con circa 1000 uomini presso Cannes il 1º marzo. Luigi XVIII non rimase particolarmente impressionato dall'azione di Bonaparte ma quello che egli aveva sottovalutato furono le diserzioni nell'esercito borbonico che andarono tutte a confluire in quello napoleonico che si ingrandiva nel prosieguo della sua avanzata. Il ministro della guerra maresciallo Soult inviò una lettera a Luigi Filippo, duca d'Orléans, al conte di Artois, e al maresciallo MacDonald per segnalare la situazione divenuta insostenibile.
Le sottostime di Luigi XVIII diedero prova di essere disastrose. Il 19 marzo, l'esercito del Bonaparte era ormai fuori da Parigi. In quello stesso giorno Luigi XVIII abbandonò la capitale con una piccola scorta nella notte. Luigi decise in un primo momento di andare a Lilla e poi da lì di giungere nei Paesi Bassi, stabilendosi a Gand. Altri capi, tra cui Alessandro I di Russia, dibatterono se fosse il caso di proclamare, in caso di una seconda vittoria dell'impero francese, il duca d'Orléans come re al posto di Luigi XVIII.
Napoleone fu sbaragliato per mano delle armate alleate riunite sotto i comandi del Duca di Wellington e del maresciallo Blücher nella Battaglia di Waterloo il 18 giugno di quello stesso anno. Gli alleati diedero quindi il loro consenso perché Luigi XVIII venisse restaurato al trono di Francia.

#### 1815-1824

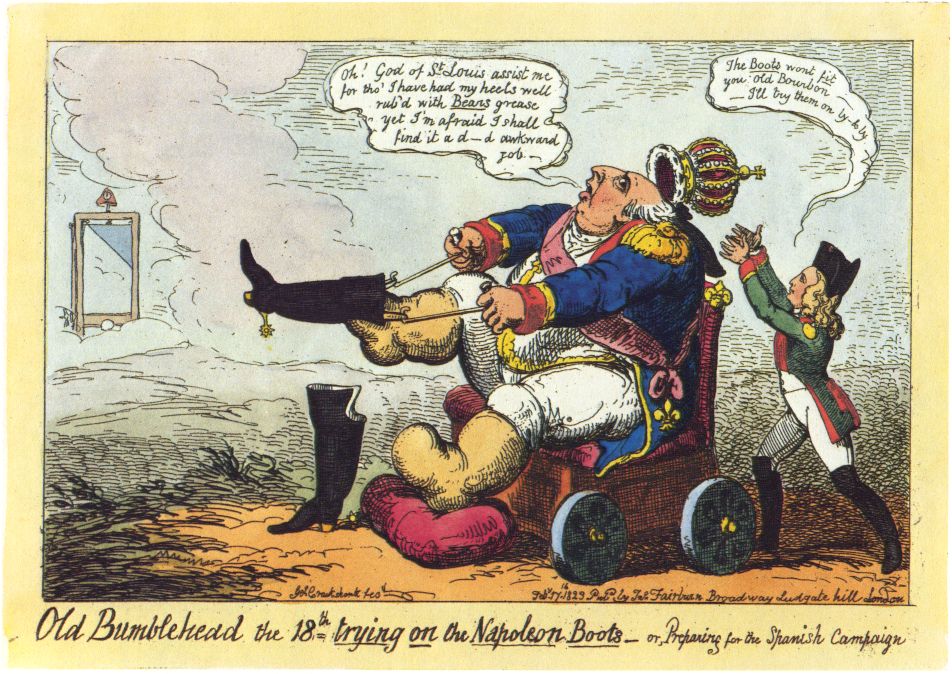
Il vecchio Bumblehead XVIII prova gli stivali di Napoleone, vignetta di George Cruikshank, che prende in giro l'intervento francese in Spagna.

Luigi XVIII tornò in Francia subito dopo la sconfitta di Napoleone per assicurarsi rapidamente che la restaurazione venisse assicurata ancora ai Borboni. Il duca di Wellington usò la persona di re Luigi per aprire la strada verso Parigi, dal momento che diverse fortezze si rifiutarono di arrendersi agli alleati, ma accettarono di arrendersi al loro re. Re Luigi giunse a Cambrai il 26 giugno, dove rilasciò un proclama in cui stabilì che tutti coloro che avevano prestato servizio all'imperatore durante i cento giorni non sarebbero stati perseguiti, a eccezione degli "istigatori". Il 29 giugno, una delegazione di cinque membri della Camera dei Deputati e della Camera dei Pari avvicinò Wellington proponendogli di porre un principe straniero sul trono francese, riconoscendo alla persona di Luigi XVIII troppi errori anche nel passato. Wellington rigettò questa richiesta, dichiarando che "[Luigi XVIII è] la miglior via per preservare l'integrità della Francia". Sempre Wellington ordinò ai medesimi deputati di sposare la causa di re Luigi senza porre altre opposizioni. Luigi XVIII entrò solennemente a Parigi l'8 luglio di quell'anno: i giardini delle Tuileries erano pieni di persone e secondo il duca di Wellington l'acclamazione della folla risultò così forte che non era possibile nemmeno discutere con il proprio vicino.
Il ruolo di Luigi XVIII nella politica dopo i Cento giorni fu volontariamente diminuito; egli rinunciò a gran parte dei propri incarichi nel suo consiglio. Con i suoi ministri si imbarcò in una serie di riforme dall'estate del 1815, tra cui lo scioglimento del consiglio della corona con la creazione di un consiglio privato, il "Ministère de Roi". I conti di Artois, Berry e Angoulême vennero esclusi dal nuovo "ministère", e Talleyrand venne nominato quale primo Président du Conseil, carica corrispondente al moderno ruolo di presidente del consiglio. Il 14 luglio, il ministero disciolse le unità d'esercito considerate "ribelli".
In agosto, le elezioni alla Camera dei Deputati diedero torto alla figura di Talleyrand dal momento che il governo richiedeva deputati più moderati, mentre l'elettorato votò prevalentemente per gli ultrarealisti, dando vita alla cosiddetta Chambre introuvable. La duchessa di Angoulême e il conte di Artois fecero pressioni sul re per cancellare questo ministero. Talleyrand presentò le sue dimissioni il 20 settembre. Luigi XVIII scelse il duca di Richelieu quale suo nuovo primo ministro. Richelieu venne prescelto in quanto stimato sia dalla famiglia reale che dalla reazionaria Camera dei Deputati.
Il sentimento anti-napoleonico era particolarmente forte nella Francia meridionale, e diede il proprio libero sfogo nel Terrore bianco, che vide l'esclusione di tutti i più importanti ufficiali napoleonici dal governo e l'esecuzione di altri. Il popolo francese commise atti barbarici come il selvaggio assassinio di Guillaume Marie-Anne Brune (maresciallo napoleonico), con i suoi resti gettati nel Rodano. Luigi XVIII deplorò questi atti illegali, ma supportò la persecuzione di quanti avevano servito fedelmente Napoleone durante i cento giorni. Il governo di Luigi XVIII giustiziò anche il maresciallo Ney nel dicembre del 1815 per tradimento. I suoi confidenti, il marchese Charles François de Bonnay, e il duca de La Chatre gli consigliarono di infliggere una punizione esemplare ai "traditori".
Il re fu riluttante a versare altro sangue, e questo irritò notevolmente gli ultrareazionari della Camera dei Deputati, che ritenevano che Luigi XVIII non stesse facendo abbastanza giustizia. Il governo proclamò infine nel gennaio del 1816 l'amnistia per i "traditori", ma i processi iniziati continuarono spesso con conseguenze funeste. Inoltre la medesima dichiarazione bandì ogni membro della casata dei Bonaparte dall'avere proprietà o dall'entrare in Francia. Si calcola oggi che durante il secondo Terrore bianco siano stati esclusi dal governo tra i 50.000 e gli 80.000 ufficiali napoleonici. La cosiddetta legge di amnistia (o legge sui regicidi) esiliava anche i regicidi di Luigi XVI ad eccezione di coloro che non avevano firmato l'Atto addizionale emesso da Napoleone nei cento giorni. La maggioranza furono quindi espulsi dalla Francia, con poche eccezioni come Barras e Tallien. Il "perdono" ai regicidi, a dispetto degli ultrarealisti che chiedevano pene esemplari, fu accordato anche in base alle ultime volontà del re ghigliottinato espresse nel testamento spirituale da lui redatto nel dicembre 1792.

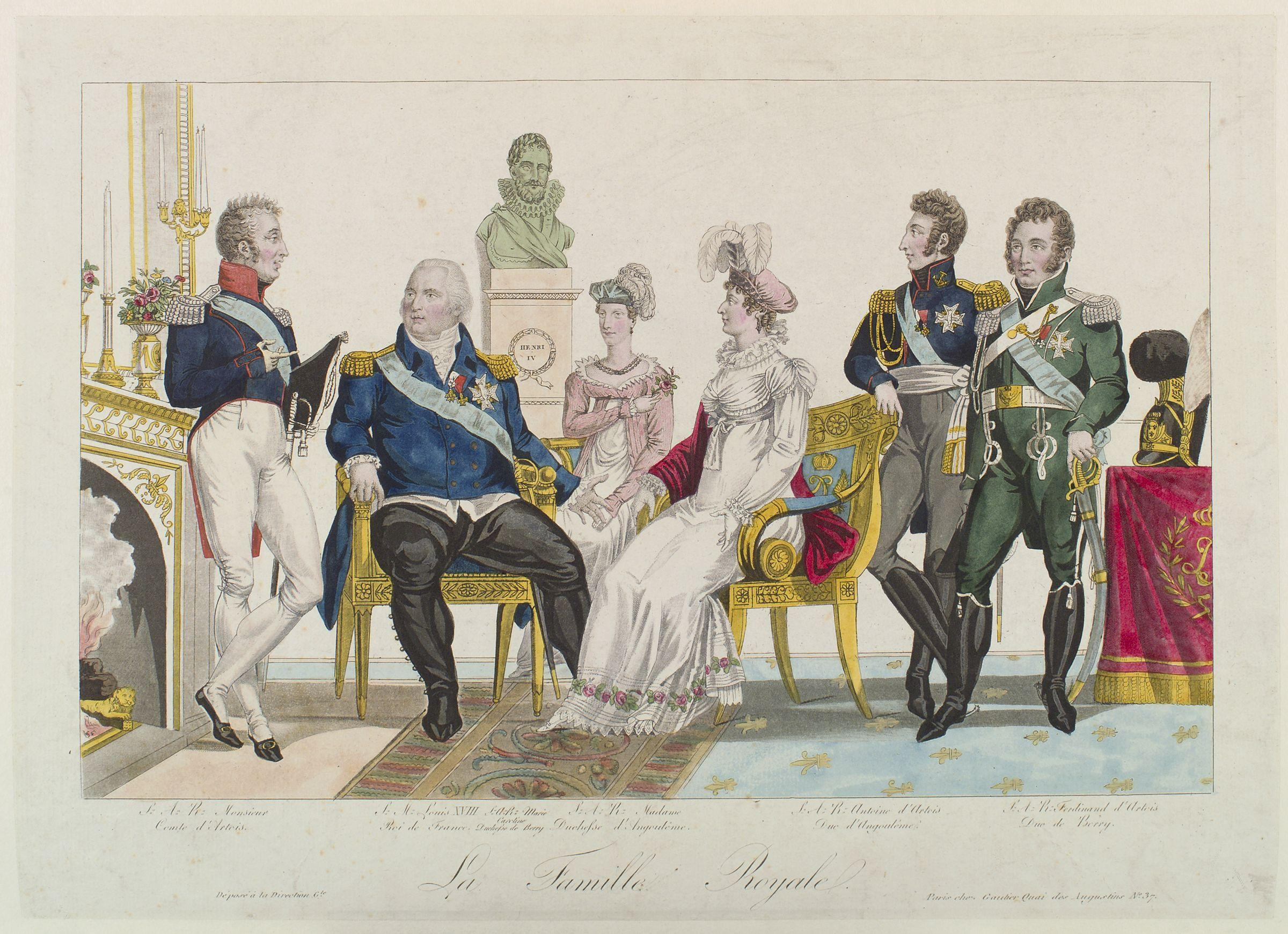
Da sinistra a destra: il conte di Artois, Luigi XVIII, la duchessa di Berry, la duchessa di Angoulême, il duca di Angoulême e il duca di Berry.

Nel novembre del 1815, il governo di Luigi XVIII siglò un nuovo Trattato di Parigi che pose fine formalmente ai Cento giorni di Napoleone. Il precedente trattato era stato piuttosto favorevole nei confronti della Francia, ma questo mantenne una linea dura. I confini della Francia vennero riportati al 1790. La Francia dovette sostenere i costi dell'esercito occupante per cinque anni, con un costo di 150.000.000 di franchi all'anno; inoltre dovette pagare un'indennità di guerra di 700.000.000 di franchi agli alleati per il loro intervento.
Nel 1818, le camere approvarono una legge militare che incrementò la forza dell'esercito di 100.000 uomini. Nell'ottobre di quello stesso anno, il ministro degli esteri di Luigi XVIII, il duca di Richelieu, riuscì a convincere le potenze a ritirare le loro armate in anticipo, il 30 novembre, in cambio della somma di 200.000.000 di franchi.
Luigi XVIII scelse molti gabinetti di governo centristi, per compiacere la popolazione e per allontanare suo fratello, l'ultrarealista conte di Artois.
Il re non aveva buoni rapporti con il principe del sangue, Luigi Filippo d'Orleans, e coglieva ogni occasione per snobbarlo, negandogli il titolo di "Altezza Reale", in parte per il risentimento personale nei confronti di suo padre che aveva a suo tempo votato per l'esecuzione di Luigi XVI. Il nipote di Luigi XVIII, il duca di Berry, Carlo Ferdinando, venne assassinato all'Opera di Parigi il 14 febbraio del 1820 da un bonapartista. Tutta la famiglia reale si chiuse in un lutto stretto e Luigi XVIII ruppe l'antica tradizione prendendo parte al funerale del nipote. La morte del duca di Berry significò che la Casa di Orleans era sempre più prossima alla successione al trono. Dopo Luigi XVIII, senza figli, il trono sarebbe passato al fratello Carlo d'Artois, poi al figlio Luigi Antonio (anche lui senza figli), sposato con la cugina Maria Teresa, duchessa d'Angoulême, quindi al secondogenito Carlo Ferdinando, ma con la sua morte i Borbone-Francia rischiavano l'estinzione, obiettivo politico dell'omicidio.
Tuttavia, il duca di Berry ebbe inaspettatamente un erede maschio. Sua moglie, poco dopo la morte del duca, scoprì infatti di essere incinta e diede alla luce un figlio nato postumo nel settembre di quell'anno, Enrico, duca di Bordeaux, detto Dieudonné ("dono di Dio") dai Borboni, e soprannominato il "bambino del miracolo" dal poeta Lamartine, perché si pensava che sarebbe stato l'unico a poter assicurare la prosecuzione della casata. La successione borbonica era ancora in dubbio. Per evitare in ogni modo l'ascesa futura al trono degli Orleans la Camera dei Deputati propose lo stesso di emendare la legge salica permettendo anche alla duchessa di Angoulême e alla principessa Luisa d'Artois di accedere al trono. Alla fine la riforma non venne realizzata. Il 12 giugno 1820, le camere ratificarono la legislazione per aumentare il numero di deputati da 258 a 430. I deputati in più vennero eletti tra i più ricchi quartieri della popolazione in ciascun département Quasi nello stesso periodo Luigi XVIII iniziò a ricevere visita ogni venerdì da parte di una signora di nome Zoé Talon, contessa di Cayla, con l'ordine che nessuno dovesse disturbarlo mentre era con lei. Si rumoreggiò che fosse solito fiutare il tabacco dal suo petto, fatto che le procurò il soprannome di tabatière (tabacchiera). L'assassinio del nipote comportò il suo riavvicinamento agli ultrarealisti del fratello. Nel 1823, la Francia reazionaria di Luigi XVIII si imbarcò in un intervento militare in Spagna dove era sorta una rivolta contro l'assolutista Ferdinando VII. La Francia riuscì a sopprimere la ribellione, ponendo a capo delle operazioni il duca di Angoulême.

#### Morte

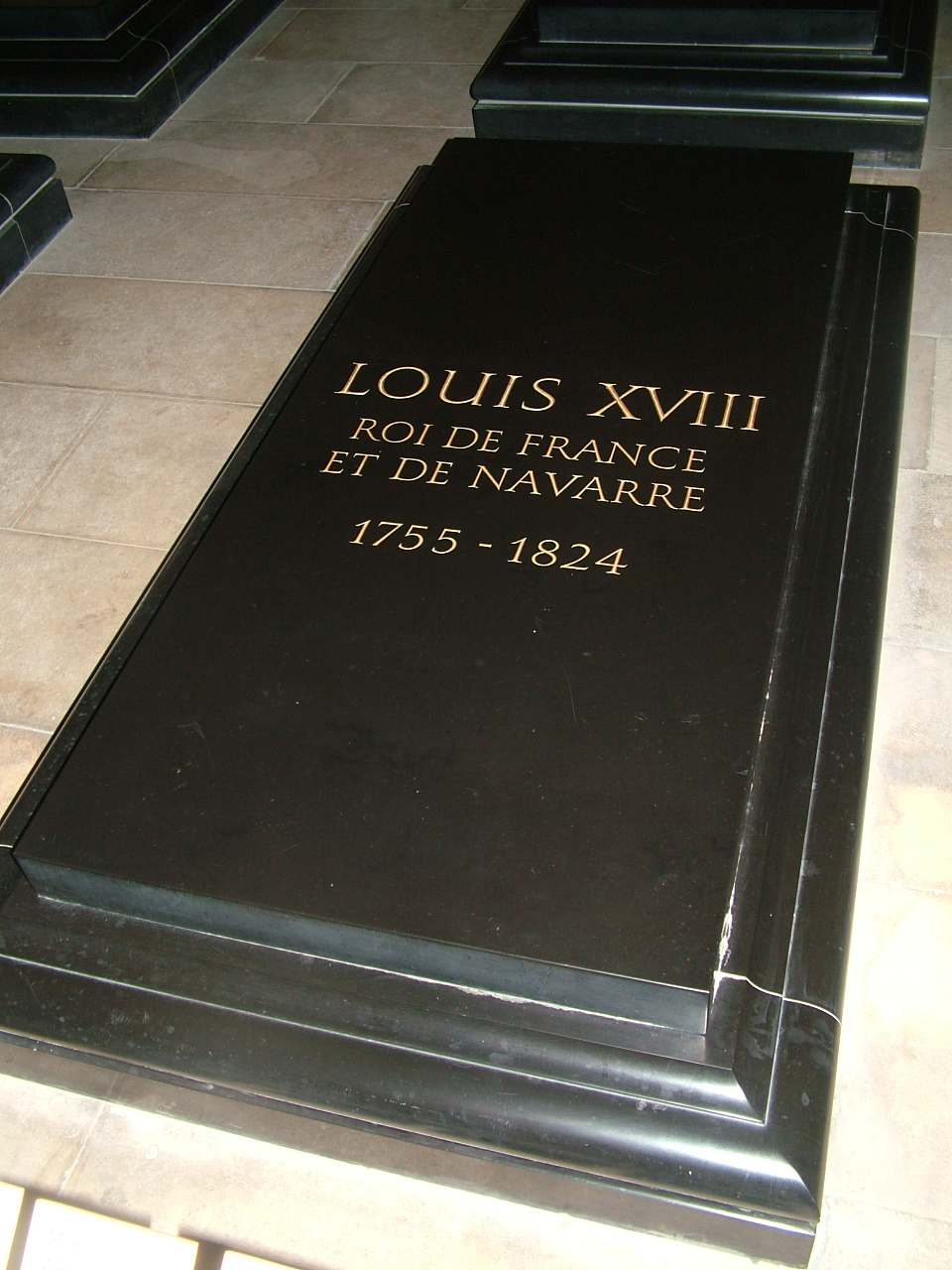
La tomba di Luigi XVIII nella necropoli reale della Basilica di Saint-Denis a Parigi

La salute di Luigi XVIII iniziò a peggiorare già a partire dalla primavera del 1823. Il re soffriva di obesità e di gotta, oltre che di gangrena alle gambe e alla spina dorsale. Luigi morì il 16 settembre 1824 circondato dalla famiglia reale e dagli ufficiali di governo. Gli succedette suo fratello minore, il conte di Artois, con il nome di Carlo X.
Luigi XVIII fu l'ultimo monarca francese - e l'unico dopo il 1774 - a morire in carica. Fu sepolto nella basilica di Saint-Denis, il mausoleo dei re di Francia.

## Ascendenza
|                                     |                       |                                              | Genitori                                  |  |  | Nonni |  |  | Bisnonni                |  |  | Trisnonni              |  |
|                                     |                       |                                              |                                           |  |  |       |  |  | Luigi, duca di Borgogna |  |  | Luigi, il Gran Delfino |  |
|                                     |                       |                                              |                                           |  |  |       |  |  | Luigi, duca di Borgogna |  |  | Luigi, il Gran Delfino |  |
|                                     |                       | Maria Anna Vittoria di Baviera               |                                           |  |  |       |  |  | Luigi, duca di Borgogna |  |  |                        |  |
| Luigi XV di Francia                 |                       |                                              |                                           |  |  |       |  |  | Luigi, duca di Borgogna |  |  |                        |  |
|                                     |                       | Maria Adelaide di Savoia                     | Vittorio Amedeo II di Savoia              |  |  |       |  |  |                         |  |  |                        |  |
|                                     |                       | Maria Adelaide di Savoia                     | Vittorio Amedeo II di Savoia              |  |  |       |  |  |                         |  |  |                        |  |
|                                     |                       | Maria Adelaide di Savoia                     | Anna Maria di Borbone-Orléans             |  |  |       |  |  |                         |  |  |                        |  |
| Luigi Ferdinando di Borbone-Francia |                       | Maria Adelaide di Savoia                     |                                           |  |  |       |  |  |                         |  |  |                        |  |
|                                     |                       | Stanislao Leszczyński                        | Conte Rafał Leszczyński                   |  |  |       |  |  |                         |  |  |                        |  |
|                                     |                       | Stanislao Leszczyński                        | Conte Rafał Leszczyński                   |  |  |       |  |  |                         |  |  |                        |  |
|                                     |                       | Stanislao Leszczyński                        | Anna Jablonowska                          |  |  |       |  |  |                         |  |  |                        |  |
| Maria Leszczyńska                   |                       | Stanislao Leszczyński                        |                                           |  |  |       |  |  |                         |  |  |                        |  |
|                                     |                       | Caterina Opalińska                           | Conte Jan Karol Opalinski                 |  |  |       |  |  |                         |  |  |                        |  |
|                                     |                       | Caterina Opalińska                           | Conte Jan Karol Opalinski                 |  |  |       |  |  |                         |  |  |                        |  |
|                                     |                       | Caterina Opalińska                           | Contessa Zofia Czarnkowska                |  |  |       |  |  |                         |  |  |                        |  |
| Luigi XVIII di Francia              |                       | Caterina Opalińska                           |                                           |  |  |       |  |  |                         |  |  |                        |  |
|                                     | Augusto II di Polonia | Giovanni Giorgio III di Sassonia             |                                           |  |  |       |  |  |                         |  |  |                        |  |
|                                     | Augusto II di Polonia | Giovanni Giorgio III di Sassonia             |                                           |  |  |       |  |  |                         |  |  |                        |  |
|                                     | Augusto II di Polonia | Anna Sofia di Danimarca                      |                                           |  |  |       |  |  |                         |  |  |                        |  |
| Augusto III di Polonia              | Augusto II di Polonia |                                              |                                           |  |  |       |  |  |                         |  |  |                        |  |
|                                     |                       | Cristiana Eberardina di Brandeburgo-Bayreuth | Cristiano Ernesto di Brandeburgo-Bayreuth |  |  |       |  |  |                         |  |  |                        |  |
|                                     |                       | Cristiana Eberardina di Brandeburgo-Bayreuth | Cristiano Ernesto di Brandeburgo-Bayreuth |  |  |       |  |  |                         |  |  |                        |  |
|                                     |                       | Cristiana Eberardina di Brandeburgo-Bayreuth | Sofia Luisa di Württemberg                |  |  |       |  |  |                         |  |  |                        |  |
| Maria Giuseppina di Sassonia        |                       | Cristiana Eberardina di Brandeburgo-Bayreuth |                                           |  |  |       |  |  |                         |  |  |                        |  |
|                                     |                       | Giuseppe I d'Asburgo                         | Leopoldo I d'Asburgo                      |  |  |       |  |  |                         |  |  |                        |  |
|                                     |                       | Giuseppe I d'Asburgo                         | Leopoldo I d'Asburgo                      |  |  |       |  |  |                         |  |  |                        |  |
|                                     |                       | Giuseppe I d'Asburgo                         | Eleonora del Palatinato-Neuburg           |  |  |       |  |  |                         |  |  |                        |  |
| Maria Giuseppa d'Austria            |                       | Giuseppe I d'Asburgo                         |                                           |  |  |       |  |  |                         |  |  |                        |  |
|                                     |                       | Guglielmina Amalia di Brunswick-Lüneburg     | Giovanni Federico di Brunswick-Lüneburg   |  |  |       |  |  |                         |  |  |                        |  |
|                                     |                       | Guglielmina Amalia di Brunswick-Lüneburg     | Giovanni Federico di Brunswick-Lüneburg   |  |  |       |  |  |                         |  |  |                        |  |
|                                     |                       | Guglielmina Amalia di Brunswick-Lüneburg     | Benedetta Enrichetta del Palatinato       |  |  |       |  |  |                         |  |  |                        |  |
|                                     |                       | Guglielmina Amalia di Brunswick-Lüneburg     |                                           |  |  |       |  |  |                         |  |  |                        |  |

## Nella cultura di massa

### Cinema
- Waterloo (1970), interpretato da Orson Welles
- Napoléon (2002), interpretato da André Chaumeau.
- Maria Antonietta (2006), interpretato da Sebastian Armesto
- Maria Antoniette (2022), interpretato da Jack Archer
- Napoleon (2023), interpretato da Ian McNeice